# Abraham Taub
Abraham Taub (n. 1 februarie 1911, Chicago, Illinois, SUA – d. 9 august 1999) a fost un matematician american, recunoscut pentru contribuțiile la dezvoltarea timpurie a teoriei relativității generale, a geometriei diferențiale și a ecuațiilor diferențiale. Este cunoscut de asemenea ca autorul soluției Taub-NUT a ecuațiilor lui Einstein - Maxwell și a adiabatei Taub, care și-a a găsit aplicații în teoria stelelor neutronice.